# Liste der Monuments historiques in Vendeuvre-sur-Barse
Die Liste der Monuments historiques in Vendeuvre-sur-Barse führt die Monuments historiques in der französischen Gemeinde Vendeuvre-sur-Barse auf.

## Liste der Immobilien
| Bezeichnung                    | Beschreibung                                                                             | Standort                  | Kennzeichnung | Schutzstatus           | Datum     | Bild           |
| ------------------------------ | ---------------------------------------------------------------------------------------- | ------------------------- | ------------- | ---------------------- | --------- | -------------- |
| Châteua de Vendeuvre-sur-Barse | mehrere Bauphasen ab dem 11. Jahrhundert; mit Innenausstattung, Taubenturm und Orangerie | 4 rue du Bourgetet (Lage) | PA00078296    | Inscrit Classé Inscrit | 1963 1981 | weitere Bilder |
| Kirche St-Pierre               | aus dem 16. Jahrhundert                                                                  | Rue Saint-Pierre (Lage)   | PA00078297    | Classé                 | 1907      | weitere Bilder |

## Liste der Objekte
| Bezeichnung                                              | Beschreibung | Standort                                 | Kennzeichnung | Schutzstatus | Datum | Bild |
| -------------------------------------------------------- | --- | ---------------------------------------- | ------------- | ------------ | ----- | ---- |
| Skulptur Heiliger Antonius                               | Kalkstein, ehemals farbig gefasst, 16. Jahrhundert                                                                                         | im Heiligenhaus Quai Saint-George (Lage) | PM10004440    | Inscrit      | 1975  |      |
| Ausstattung der Sainterie de Vendeuvre-sur-Barse         | Skulpturen, Archivalien, Werkzeuge, Gussformen, Mobiliar der Ausstellungsräume und Zierelemente, zweite Hälfte des 19. und 20. Jahrhundert | im Centre routier (Lage)                 | PM10004441    | Inscrit      | 1979  |      |
| Kirchenfenster                                           | aus dem 16. Jahrhundert; 1940 zerstört | in der Kirche St-Pierre (Lage)           | PM10002765    | Classé       | 1894  |      |
| Skulptur Christus in der Rast                            | Kalkstein, farbig gefasst, 16. Jahrhundert                                                                                                 | im Heiligenhaus Quai Saint-George (Lage) | PM10002793    | Classé       | 1976  |      |
| Gemälde Jesus am Ölberg                                  | Ölfarbe auf Holz, 17. Jahrhundert | in der Kirche St-Pierre (Lage)           | PM10002789    | Classé       | 1976  |      |
| Skulptur Madonna mit Kind (1)                            | Eichenholz, ehemals farbig gefasst, 13. oder 14. Jahrhundert                                                                               | im Maison du Patronnage (Lage)           | PM10002773    | Classé       | 1976  |      |
| Skulptur Maria Magdalena                                 | Kalkstein, einfarbig gefasst, Ende des 16. Jahrhunderts                                                                                    | in der Kirche St-Pierre (Lage)           | PM10002760    | Classé       | 1894  |      |
| Gemälde Heiliger Hieronymus                              | Ölfarbe auf Holz, 17. Jahrhundert; nach Jacopo Palma dem Jüngeren                                                                          | in der Kirche St-Pierre (Lage)           | PM10004438    | Inscrit      | 1975  |      |
| Gemälde Kreuztragung                                     | Ölfarbe auf Holz, 17. Jahrhundert | in der Kirche St-Pierre (Lage)           | PM10002782    | Classé       | 1976  |      |
| Gemälde Predigt des Täufers                              | Ölfarbe auf Holz, 16. Jahrhundert | in der Kirche St-Pierre (Lage)           | PM10002771    | Classé       | 1976  |      |
| Pietà                                                    | Eichenholz, farbig gefasst und vergoldet, 16. Jahrhundert                                                                                  | außen an der Kirche St-Pierre (Lage)     | PM10002767    | Classé       | 1957  |      |
| Tabernakel                                               | Eichenholz, 16. Jahrhundert | in der Kirche St-Pierre (Lage)           | PM10002783    | Classé       | 1976  |      |
| Blasiusaltar                                             | rechter Seitenaltar; Altartisch, Tabernakel und Retabel; Eichenholz, farbig gefasst und vergoldet, 17. Jahrhundert                         | in der Kirche St-Pierre (Lage)           | PM10002764    | Classé       | 1894  |      |
| Skulptur Heiliger Jakobus der Ältere                     | Kalkstein, farbig gefasst, 16. Jahrhundert                                                                                                 | in der Kirche St-Pierre (Lage)           | PM10002769    | Classé       | 1976  |      |
| Gemälde Mariä Himmelfahrt                                | Ölfarbe auf Holz, 17. Jahrhundert | in der Kirche St-Pierre (Lage)           | PM10002780    | Classé       | 1976  |      |
| Gemälde Verklärung Christi                               | Ölfarbe auf Holz, 17. Jahrhundert; nach Raffael                                                                                            | in der Kirche St-Pierre (Lage)           | PM10002781    | Classé       | 1976  |      |
| Gemälde Auferstehung Christi                             | Ölfarbe auf Leinwand, 17. Jahrhundert; nach Albrecht Dürer                                                                                 | in der Kirche St-Pierre (Lage)           | PM10002792    | Classé       | 1976  |      |
| Marienaltar                                              | Kalkstein, ehemals farbig gefasst, bezeichnet 1539, im 19. Jahrhundert ergänzt; zugehörig PM10003410 und PM10002791                        | in der Kirche St-Pierre (Lage)           | PM10002763    | Classé       | 1894  |      |
| Zwei Skulpture: Petrus und heiliger Nikolaus             | Petrus: Gips auf Metallgerüst, 19. Jahrhundert; Nikolaus: Kalkstein, 16. Jahrhundert                                                       | in der Kirche St-Pierre (Lage)           | PM10003410    | Classé       | 1976  |      |
| Skulptur Madonna mit Kind (2)                            | Kalkstein, ehemals farbig gefasst, 1539 | in der Kirche St-Pierre (Lage)           | PM10002791    | Classé       | 1976  |      |
| Gemälde Der zwölfjährige Jesus im Tempel                 | Ölfarbe auf Holz, 17. Jahrhundert | in der Kirche St-Pierre (Lage)           | PM10002777    | Classé       | 1976  |      |
| Skulptur Heiliger Rochus (1)                             | Kalstein, farbig gefasst, Ende des 16. Jahrhunderts                                                                                        | in der Kirche St-Pierre (Lage)           | PM10002772    | Classé       | 1976  |      |
| Gemälde Marienkrönung                                    | Ölfarbe auf Holz, 17. Jahrhundert | in der Kirche St-Pierre (Lage)           | PM10002787    | Classé       | 1976  |      |
| Gemälde Der Erzengel Michael unterwirft den Drachen      | Ölfarbe auf Holz, bezeichnet 1619; nach Raffael                                                                                            | in der Kirche St-Pierre (Lage)           | PM10004437    | Inscrit      | 1975  |      |
| Taufbecken                                               | Kalkstein, Marmor, bezeichnet 1653 | in der Kirche St-Pierre (Lage)           | PM10002762    | Classé       | 1894  |      |
| Gemälde Christi Geburt                                   | Ölfarbe auf Leinwand, 17. Jahrhundert | in der Kirche St-Pierre (Lage)           | PM10002785    | Classé       | 1976  |      |
| Gemälde Die heilige Ursula und die elftausend Jungfrauen | Ölfarbe auf Holz, Anfang des 16. Jahrhunderts                                                                                              | in der Kirche St-Pierre (Lage)           | PM10002759    | Classé       | 1894  |      |
| Relief Heiliger Hubertus                                 | Kalkstein, farbig gefasst, 16. Jahrhundert                                                                                                 | in der Kirche St-Pierre (Lage)           | PM10002768    | Classé       | 1957  |      |
| Gemälde Mariä Heimsuchung                                | Ölfarbe auf Holz, 17. Jahrhundert | in der Kirche St-Pierre (Lage)           | PM10002779    | Classé       | 1976  |      |
| Gemälde Pfingstwunder                                    | Ölfarbe auf Holz, 17. Jahrhundert | in der Kirche St-Pierre (Lage)           | PM10002776    | Classé       | 1976  |      |
| Gemälde Christus an der Martersäule                      | Ölfarbe auf Holz, 17. Jahrhundert | in der Kirche St-Pierre (Lage)           | PM10002786    | Classé       | 1976  |      |
| Skulpturengruppe Unterweisung Mariens                    | Kalkstein, farbig gefasst, 16. Jahrhundert                                                                                                 | in der Kirche St-Pierre (Lage)           | PM10002770    | Classé       | 1976  |      |
| Retabel des Hauptaltars                                  | Kalkstein, Marmor, bezeichnet 1619 und 1649; zugehörig PM10002790                                                                          | in der Kirche St-Pierre (Lage)           | PM10002761    | Classé       | 1894  |      |
| Zwei Gemälde: Verurteilung Petrus’ und Gottvater         | am Hauptaltar; Ölfarbe auf Leinwand, 17. Jahrhundert                                                                                       | in der Kirche St-Pierre (Lage)           | PM10002790    | Classé       | 1976  |      |
| Skulptur Heiliger Rochus (2)                             | Kalstein, farbig gefasst, Ende des 16. Jahrhunderts                                                                                        | in der Kirche St-Pierre (Lage)           | PM10004439    | Inscrit      | 1975  |      |
| Zwei Hocker                                              | Eichenholz, 18. Jahrhundert; gestohlen | in der Kirche St-Pierre (Lage)           | PM10002774    | Classé       | 1976  |      |
| Gemälde Keruzigungsgruppe                                | Ölfarbe auf Holz, 17. Jahrhundert | in der Kirche St-Pierre (Lage)           | PM10002788    | Classé       | 1976  |      |
| Gemälde Darstellung des Herrn                            | Ölfarbe auf Holz, 17. Jahrhundert; nach Albrecht Dürer                                                                                     | in der Kirche St-Pierre (Lage)           | PM10002778    | Classé       | 1976  |      |
| Sessel                                                   | Holz, vergoldet, Mitte des 18. Jahrhunderts                                                                                                | in der Kirche St-Pierre (Lage)           | PM10002766    | Classé       | 1957  |      |
| Kanzel                                                   | Eichenholz, bezeichnet 1703 | in der Kirche St-Pierre (Lage)           | PM10002775    | Classé       | 1976  |      |
| Gemälde Hubertuslegende                                  | Ölfarbe auf Holz, 16. Jahrhundert | in der Kirche St-Pierre (Lage)           | PM10002784    | Classé       | 1976  |      |